# Blairquhan House

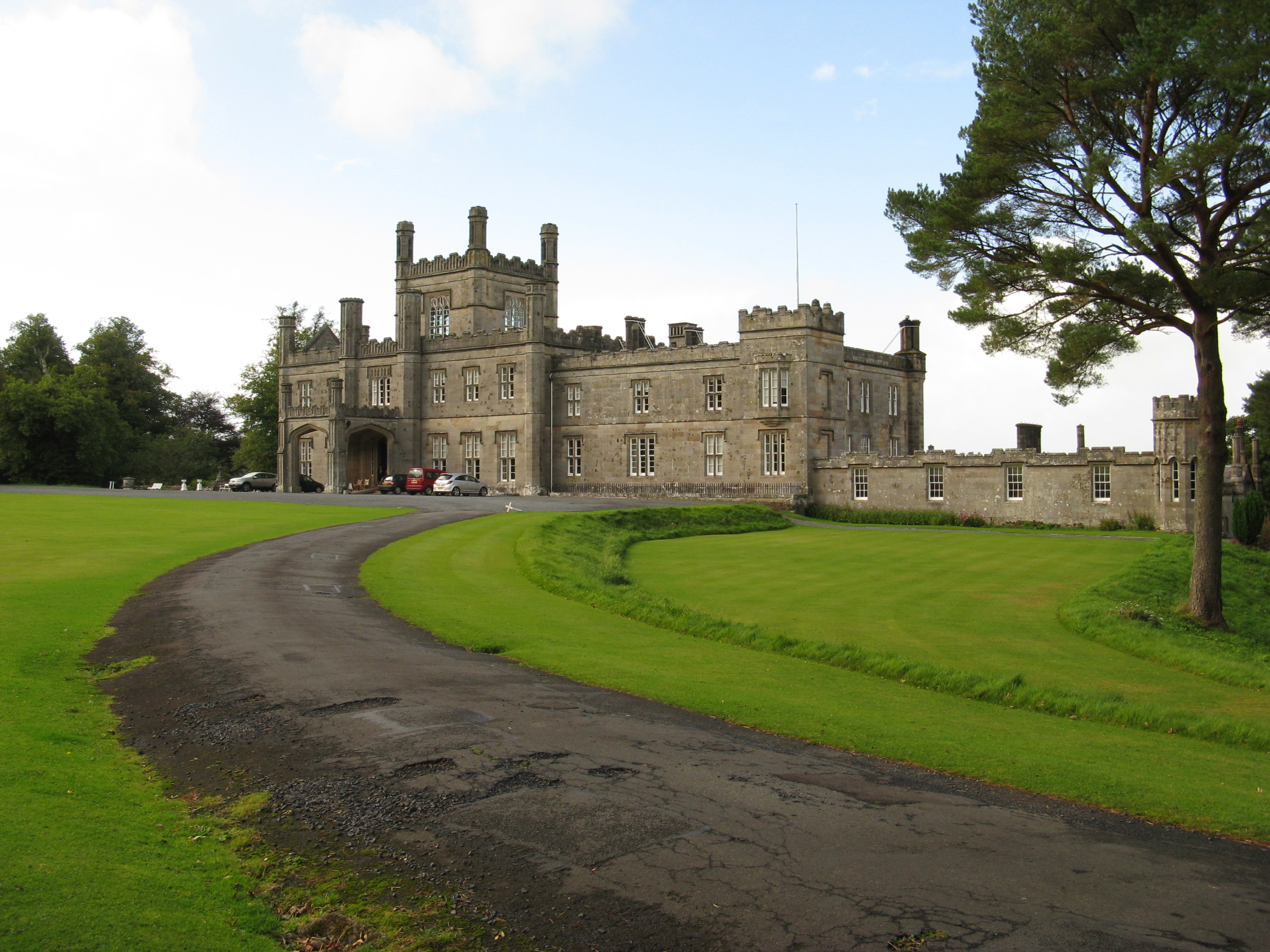
Blairquhan House

Blairquhan House, auch Blairquhan Castle, ist ein Herrenhaus nahe der schottischen Ortschaft Straiton in der Council Area South Ayrshire. 1971 wurde das Bauwerk in die schottischen Denkmallisten in der höchsten Denkmalkategorie A, 1987 die Außenanlagen in das Inventory of Gardens and Designed Landscapes in Scotland aufgenommen.

## Geschichte
Am Standort des heutigen Gebäudes existierte ein Vorgängerbau, der um 1570 errichtet wurde. Im Jahre 1813 wurde der schottische Architekt James Gillespie Graham mit der Planung einer Überarbeitung dieses Gebäudes beauftragt, welche letztlich nicht ausgeführt wurde. Fünf Jahre später wurde Robert Wallace engagiert einen Neubau zu entwerfen. Auch diese Pläne wurden nicht umgesetzt. Das heutige Herrenhaus entstand nach einem Entwurf von William Burn im Jahre 1824. Wenige Fragmente des Vorgängerbaus wurden in die Struktur eingearbeitet. Heute ist Blairquhan House tageweise zur Besichtigung geöffnet und kann für Hochzeiten angemietet werden. In einigen Außengebäuden sind Übernachtungsmöglichkeiten eingerichtet.

## Beschreibung
Das Herrenhaus liegt isoliert auf einem weitläufigen Grundstück am Südufer des Water of Girvan rund 1,5 km nordwestlich von Straiton. Es ist im Tudorstil gestaltet, welcher im 19. Jahrhundert wieder auflebte.